# ノースカロライナ州知事の一覧
ノースカロライナ州知事 (Governor of North Carolina) は、アメリカ合衆国のノースカロライナ州の州知事である。

## 一覧
| #  | 氏名                                   | 就任           | 退任           | 政党       |
| -- | -------------------------------------- | -------------- | -------------- | ---------- |
| 1  | リチャード・キャズウェル               | 1776年11月12日 | 1780年4月20日  |            |
| 2  | アブナー・ナッシュ                     | 1780年4月20日  | 1781年6月26日  |            |
| 3  | トーマス・バーク                       | 1781年6月26日  | 1782年4月22日  |            |
| 4  | アレクサンダー・マーティン             | 1782年4月22日  | 1785年5月13日  |            |
| 5  | リチャード・キャズウェル               | 1785年5月13日  | 1787年12月20日 |            |
| 6  | サミュエル・ジョンストン               | 1787年12月20日 | 1789年12月17日 | 連邦党     |
| 7  | アレクサンダー・マーティン             | 1789年12月17日 | 1792年12月14日 | 反管理党   |
| 8  | リチャード・ドブス・スペイト           | 1792年12月14日 | 1795年11月19日 | 連邦党     |
| 9  | サミュエル・アッシュ                   | 1795年11月19日 | 1798年12月7日  | 反管理党   |
| 10 | ウィリアム・リチャードソン・ディビー   | 1798年12月7日  | 1799年11月23日 | 連邦党     |
| 11 | ベンジャミン・ウィリアムズ             | 1799年11月23日 | 1802年12月6日  | 連邦党     |
| 12 | ジェームズ・ターナー                   | 1802年12月6日  | 1805年12月10日 | 民主共和党 |
| 13 | ナサニエル・アレクサンダー             | 1805年12月10日 | 1807年12月1日  | 民主共和党 |
| 14 | ベンジャミン・ウィリアムズ             | 1807年12月1日  | 1808年12月12日 | 連邦党     |
| 15 | デイヴィッド・ストーン                 | 1808年12月12日 | 1810年12月1日  | 民主共和党 |
| 16 | ベンジャミン・スミス                   | 1810年12月1日  | 1811年12月11日 | 民主共和党 |
| 17 | ウィリアム・ホーキンズ                 | 1811年12月11日 | 1814年11月29日 | 民主共和党 |
| 18 | ウィリアム・ミラー                     | 1814年11月29日 | 1817年12月6日  | 民主共和党 |
| 19 | ジョン・ブランチ                       | 1817年12月6日  | 1820年12月7日  | 民主共和党 |
| 20 | ジェシー・フランクリン                 | 1820年12月7日  | 1821年12月7日  | 民主共和党 |
| 21 | ゲイブリエル・ホームズ                 | 1821年12月7日  | 1824年12月7日  | 民主共和党 |
| 22 | ハッチンズ・ゴードン・バートン         | 1824年12月7日  | 1827年12月8日  |            |
| 23 | ジェームズ・アイアデル・ジュニア       | 1827年12月8日  | 1828年12月12日 | 民主共和党 |
| 24 | ジョン・オウエン                       | 1828年12月12日 | 1830年12月18日 | 民主党     |
| 25 | モントフォート・ストークス             | 1830年12月18日 | 1832年12月6日  | 民主党     |
| 26 | デイヴィッド・ローリー・スウェイン     | 1832年12月6日  | 1835年12月10日 | 国民共和党 |
| 27 | リチャード・ドブス・スペイト・ジュニア | 1835年12月10日 | 1836年12月31日 | 民主党     |
| 28 | エドワード・ビショップ・ダドリー       | 1836年12月31日 | 1841年1月1日   | ホイッグ党 |
| 29 | ジョン・モトリー・モアヘッド           | 1841年1月1日   | 1845年1月1日   | ホイッグ党 |
| 30 | ウィリアム・アレクサンダー・グラハム   | 1845年1月1日   | 1849年1月1日   | ホイッグ党 |
| 31 | チャールズ・マンリー                   | 1849年1月1日   | 1851年1月1日   | ホイッグ党 |
| 32 | デイヴィッド・セトル・リード           | 1851年1月1日   | 1854年12月6日  | 民主党     |
| 33 | ウォーレン・ウィンスロー               | 1854年12月6日  | 1855年1月1日   | 民主党     |
| 34 | トマス・ブラッグ                       | 1855年1月1日   | 1859年1月1日   | 民主党     |
| 35 | ジョン・ウィリス・エリス               | 1859年1月1日   | 1861年7月7日   | 民主党     |
| 36 | ヘンリー・トゥール・クラーク           | 1861年7月7日   | 1862年9月8日   | 民主党     |
| 37 | ゼブロン・ヴァンス                     | 1862年9月8日   | 1865年5月29日  | 保守党     |
| 38 | ウィリアム・ウッズ・ホールデン         | 1865年5月29日  | 1865年12月15日 | 国民連合党 |
| 39 | ジョナサン・ワース                     | 1865年12月15日 | 1868年7月1日   | 保守党     |
| 40 | ウィリアム・ウッズ・ホールデン         | 1868年7月1日   | 1870年12月15日 | 共和党     |
| 41 | トッド・ロビンソン・コールドウェル     | 1870年12月15日 | 1874年7月11日  | 共和党     |
| 42 | カーティス・フック・ブログデン         | 1874年7月11日  | 1877年1月1日   | 共和党     |
| 43 | ゼブロン・ヴァンス                     | 1877年1月1日   | 1879年2月5日   | 民主党     |
| 44 | トーマス・ジョーダン・ジャーヴィス     | 1879年2月5日   | 1885年1月21日  | 民主党     |
| 45 | アルフレッド・スケールズ               | 1885年1月21日  | 1889年1月17日  | 民主党     |
| 46 | ダニエル・グールド・ファウル           | 1889年1月17日  | 1891年4月7日   | 民主党     |
| 47 | トーマス・マイケル・ホルト             | 1891年4月7日   | 1893年1月18日  | 民主党     |
| 48 | イライアス・カー                       | 1893年1月18日  | 1897年1月12日  | 民主党     |
| 49 | ダニエル・リンゼイ・ラッセル           | 1897年1月12日  | 1901年1月15日  | 共和党     |
| 50 | チャールズ・エイコック                 | 1901年1月15日  | 1905年1月11日  | 民主党     |
| 51 | ロバート・ブロードナックス・グレン     | 1905年1月11日  | 1909年1月12日  | 民主党     |
| 52 | ウィリアム・ウォルトン・キッチン       | 1909年1月12日  | 1913年1月15日  | 民主党     |
| 53 | ロック・クレイグ                       | 1913年1月15日  | 1917年1月11日  | 民主党     |
| 54 | トーマス・ウォルター・ビケット         | 1917年1月11日  | 1921年1月12日  | 民主党     |
| 55 | キャメロン・モリソン                   | 1921年1月12日  | 1925年1月14日  | 民主党     |
| 56 | アンガス・ウィルトン・マクリーン       | 1925年1月14日  | 1929年1月11日  | 民主党     |
| 57 | オリヴァー・マックス・ガードナー       | 1929年1月11日  | 1933年1月5日   | 民主党     |
| 58 | ジョン・アーリングハウス               | 1933年1月5日   | 1937年1月7日   | 民主党     |
| 59 | クライド・ホイ                         | 1937年1月7日   | 1941年1月9日   | 民主党     |
| 60 | J・メルヴィル・ブロートン              | 1941年1月9日   | 1945年1月4日   | 民主党     |
| 61 | R・グレッグ・チェリー                  | 1945年1月4日   | 1949年1月6日   | 民主党     |
| 62 | W・カー・スコット                      | 1949年1月6日   | 1953年1月8日   | 民主党     |
| 63 | ウィリアム・アムステッド               | 1953年1月8日   | 1954年11月7日  | 民主党     |
| 64 | ルーサー・ホッジス                     | 1954年11月7日  | 1961年1月8日   | 民主党     |
| 65 | テリー・サンフォード                   | 1961年1月5日   | 1965年1月8日   | 民主党     |
| 66 | ダン・ムーア                           | 1965年1月8日   | 1969年1月3日   | 民主党     |
| 67 | ロバート・スコット                     | 1969年1月3日   | 1973年1月5日   | 民主党     |
| 68 | ジェームズ・ホースハウザー・ジュニア   | 1973年1月5日   | 1977年1月8日   | 共和党     |
| 69 | ジム・ハント                           | 1977年1月8日   | 1985年1月5日   | 民主党     |
| 70 | ジェームズ・マーティン                 | 1985年1月5日   | 1993年1月9日   | 共和党     |
| 71 | ジム・ハント                           | 1993年1月9日   | 2001年1月6日   | 民主党     |
| 72 | マイク・イーズリー                     | 2001年1月6日   | 2009年1月10日  | 民主党     |
| 73 | ビヴァリー・パーデュー                 | 2009年1月10日  | 2013年1月5日   | 民主党     |
| 74 | パット・マクローリー                   | 2013年1月5日   | 2017年1月1日   | 共和党     |
| 75 | ロイ・クーパー                         | 2017年1月1日   | 2025年1月1日   | 民主党     |
| 76 | ジョシュ・スタイン                     | 2025年1月1日   | 現職           | 民主党     |